# Jag vill upphöja dig, Gud
Jag vill upphöja dig, Gud är en psalm med text och musik skriven 1981 av Michael O'Shields. Texten översattes till svenska 1982.

## Publicerad som
- Psalmer och Sånger 1987 som nummer 787 under rubriken "Lovsång och tillbedjan".[1]
- Ung psalm 2006 som nummer 265 under rubriken "Du är alltid mycket mer – lovsång ända in i himlen".[2]